# نيولامة
النيولامة (الاسم العلمي:†Niolamia) هي جنس من السلاحف المنقرضة يتبع فصيلة الميولانات من قريبات السلاحف.